# Nové Hony
Nové Hony (do roku 1948 slovensky Sväté Kríže, německy Heiligenkreuz, maďarsky Kétkeresztúr) jsou obec v okrese Lučenec v Banskobystrickém kraji na Slovensku. Leží ve východní části Lučenské kotliny v údolí potoka Šťavica. Nejbližší města jsou Rimavská Sobota (šestnáct kilometrů východně) a Lučenec (čtrnáct kilometrů západně). Žije zde 179 obyvatel.

## Historie
Osídlení v oblasti obce je známé od neolitu. Bylo zde objeveno sídliště neolitické pilinské kultury a slovanské sídliště z 10. století. První písemná zmínka o vesnici pochází z roku 1332, kdy byla uváděna jako Santa Crux. V letech 1938–1944 byla obec připojena k Maďarsku.

## Pamětihodnosti
V obci se nachází neoklasicistní evangelický kostel z roku 1886 a neoklasicistní kúrie z roku 1870.